# Antero Pernaja

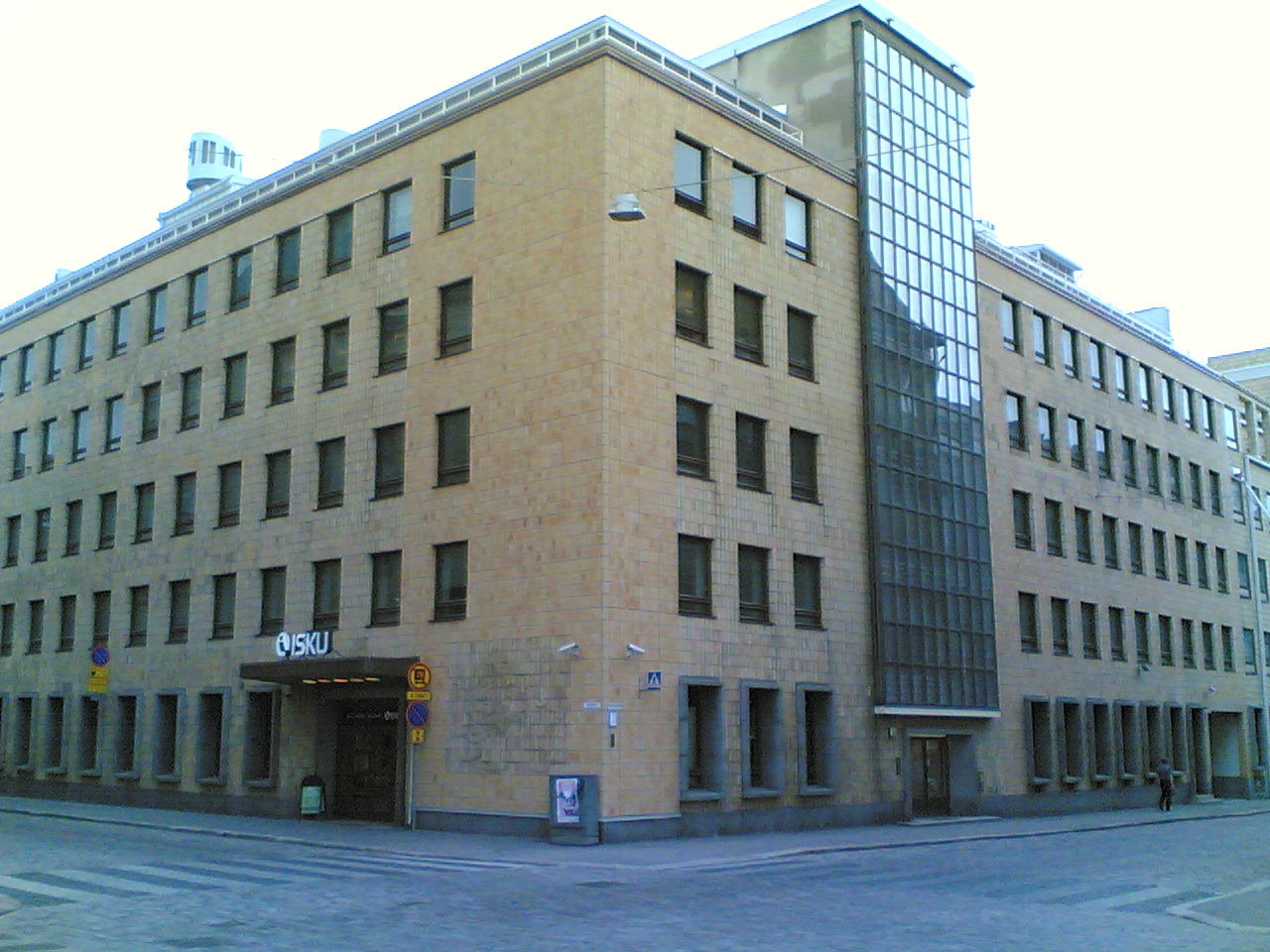
Postbankens huvudkontor i Helsingfors.

Veli Antero Pernaja, född 22 augusti 1902 i Sordavala, död 16 mars 1985 i Helsingfors, var en finländsk arkitekt. 
Pernaja utexaminerades från Tekniska högskolan i Helsingfors 1927 och samarbetade i flera projekt med Väinö Vähäkallio, på vars byrå han verkade 1938–1940. Han innehade en arkitektbyrå tillsammans med Nils-Henrik Sandell 1960–1976. Han var byggnadsråd vid Byggnadsstyrelsen 1945–1951 och professor i husbyggnadslära vid Tekniska högskolan i Helsingfors 1951–1965. 
Pernaja ritade ett stort antal skolor, bostads-, affärs- och industribyggnader samt kraftverk. Han utarbetade även stadsplaner. Av hans verk kan nämnas Osuustukkukauppas huvudkontor i Helsingfors (tillsammans Georg Jägerroos och Väinö Vähäkallio, 1933), Postbankens huvudkontor på Fabiansgatan i Helsingfors (1943–1955), dess kontor i Hagnäs (1961) och Tainionkoski kraftverk (1949) i Imatra. Han var även ansvarig för ombyggnaden av Hotell Kämp vid Esplanadparken (1967–1968) och även Kansallis-Osake-Pankkis huvudkontor där (1967–1968).